# Cardiel de los Montes
Cardiel de los Montes ist ein Ort und eine Gemeinde (Municipio) im Nordosten der Provinz Toledo in Spanien mit 390 Einwohnern (Stand: 2024). 

## Lage
Cardiel de los Montes liegt etwa 59 Kilometer westnordwestlich von Toledo in einer Höhe von ca. 400 m. Der Río Alberche begrenzt die Gemeinde im Süden. 
In Cardiel de los Montes herrscht ein kontinentales Klima mit extremen Temperaturen und starken Amplituden. Die Niederschläge (555 mm/Jahr) sind sehr unregelmäßig und selten, meist im Herbst und Frühling konzentriert.

## Bevölkerungsentwicklung
| Jahr      | 1970 | 1981 | 1991 | 2001 | 2011 | 2021 |
| Einwohner | 149  | 144  | 152  | 163  | 385  | 380  |

## Sehenswertes

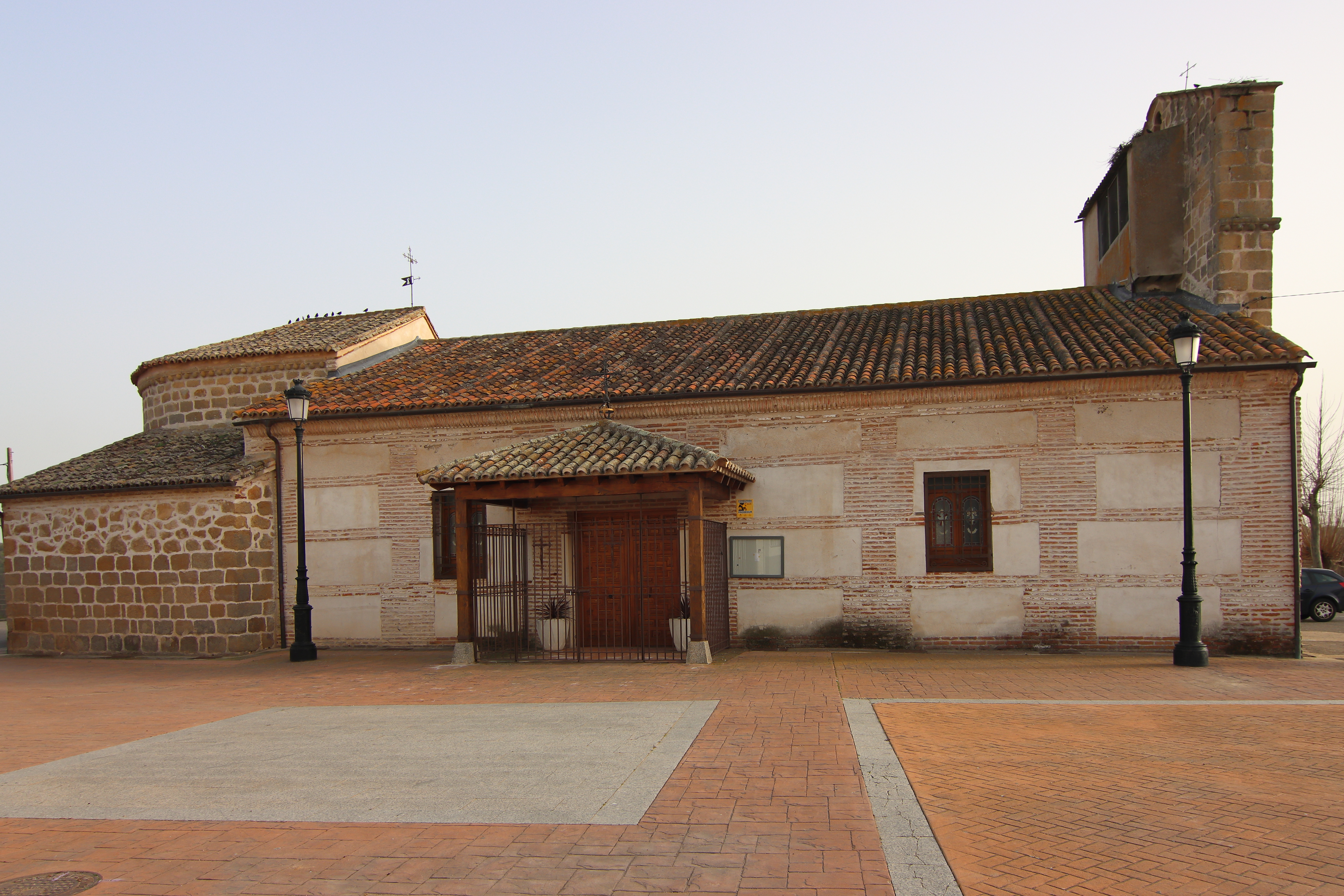
Jakobuskirche
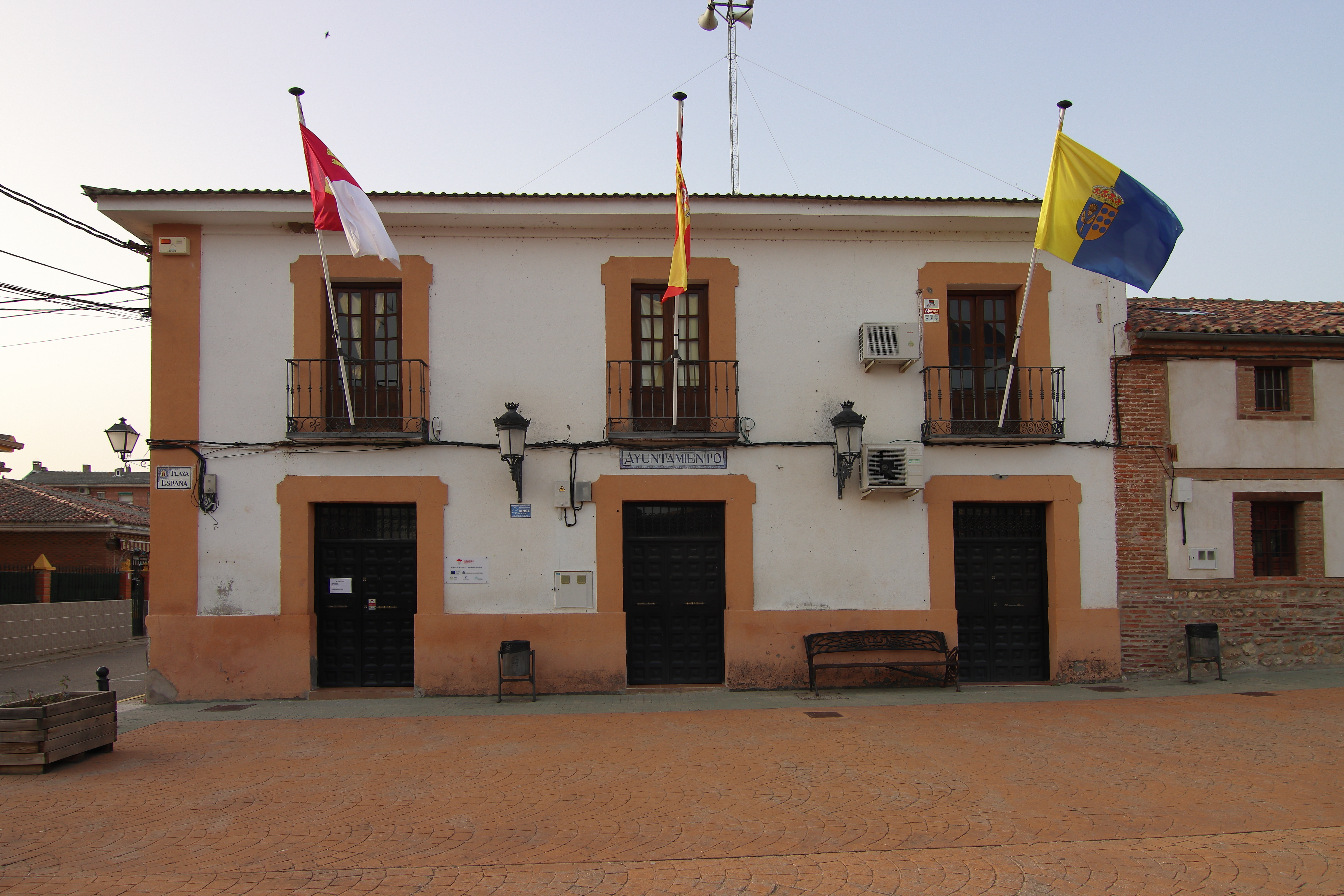
Sebastianuskapelle

- Jakobuskirche
- Rathaus